# Rxart
Rxart è una distribuzione GNU/Linux popolare in America Latina prodotta sin dal 1999 dall'azienda argentina Pixart sulla base di Debian.
Il sistema operativo, dall'interfaccia in lingua spagnola, è disponibile sia singolarmente che, grazie ad accordi con i produttori hardware tra cui Lenovo, anche preinstallato nei personal computer, in diversi paesi dell'America Latina: Argentina, Brasile, Cile, Colombia, Messico, Perù, Uruguay, Venezuela.
Nel 2005 il numero di licenze d'uso vendute ha raggiunto la quota di 350 000 unità mentre nel 2008, secondo il presidente di Pixart, Gabriel Ortíz, le vendite della versione desktop del sistema operativo nella sola Colombia erano di 6 000 al mese.
Il sistema operativo è stato scelto in un progetto pilota avviato nel 2006 dal governo venezuelano in collaborazione con Intel per equipaggiare i Classmate PC destinati alle scuole.
Tra il 2008 e il 2011 Pixart ha collaborato con Mancoosi, un progetto del settimo programma quadro di ricerca e sviluppo tecnologico dell'Unione europea volto a sviluppare strumenti tecnici e algoritmici per l'amministrazione di sistema.